# IC 1080
IC 1080 ist eine linsenförmige Galaxie vom Hubble-Typ E-S0 im Sternbild Waage am Südsternhimmel. Sie ist rund 442 Millionen Lichtjahre von der Milchstraße entfernt.
Das Objekt wurde am 9. Juni 1893 von Stéphane Javelle entdeckt.